# Radiotoren van Gleiwitz

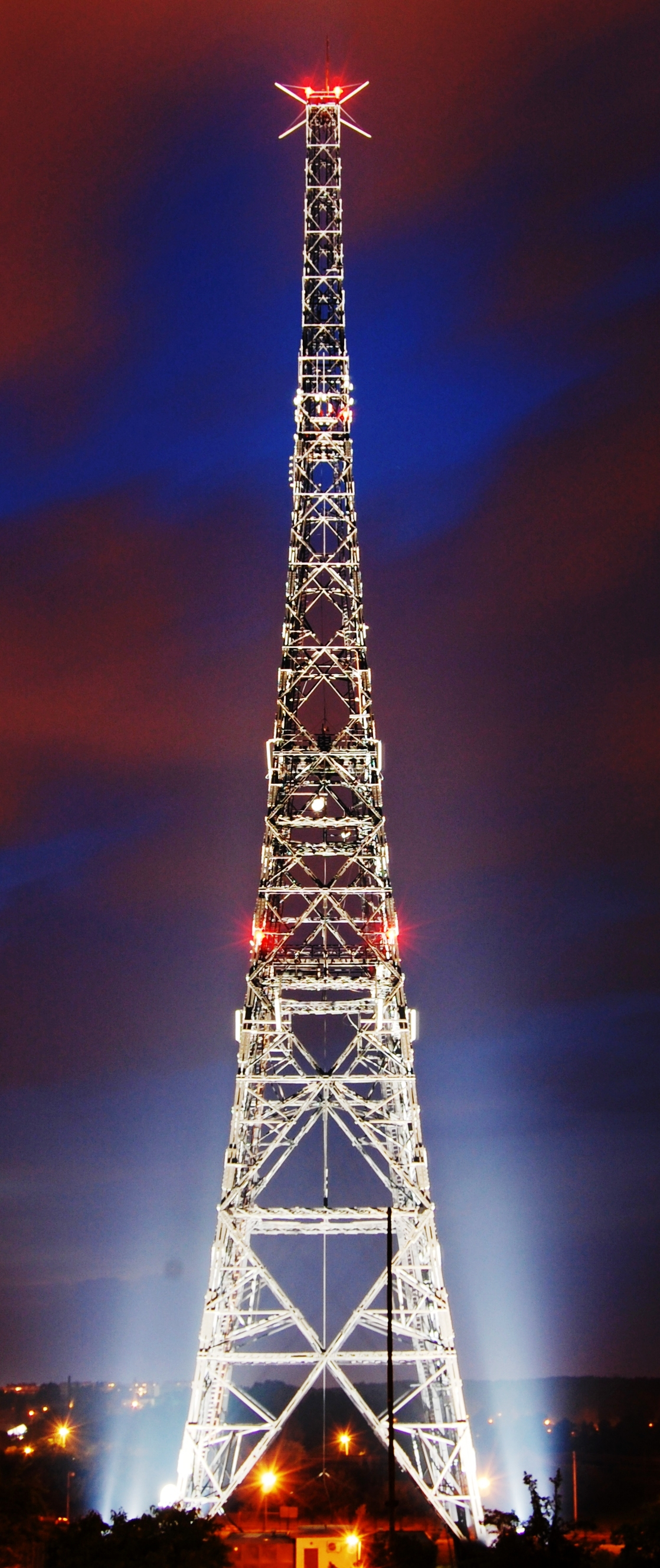
Radiotoren van Gleiwitz

De Radiotoren van Gleiwitz is een zendmast in het Szobiszowice district van Gleiwitz, Opper-Silezië, Polen .

## Structuur
De radiotoren van Gliwice is 118 m hoog (inclusief de 8 m strekkende spits op de top). De lokale bevolking heeft het bouwwerk de bijnaam "de Silezische Eiffeltoren" gegeven. De toren heeft vier platforms, die 40,4 m, 55,3 m, 80,0 m en 109,7 m boven de grond zijn. Het bovenste platform meet 2,13 x 2,13 m. Een ladder met 365 treden geeft toegang tot de top.

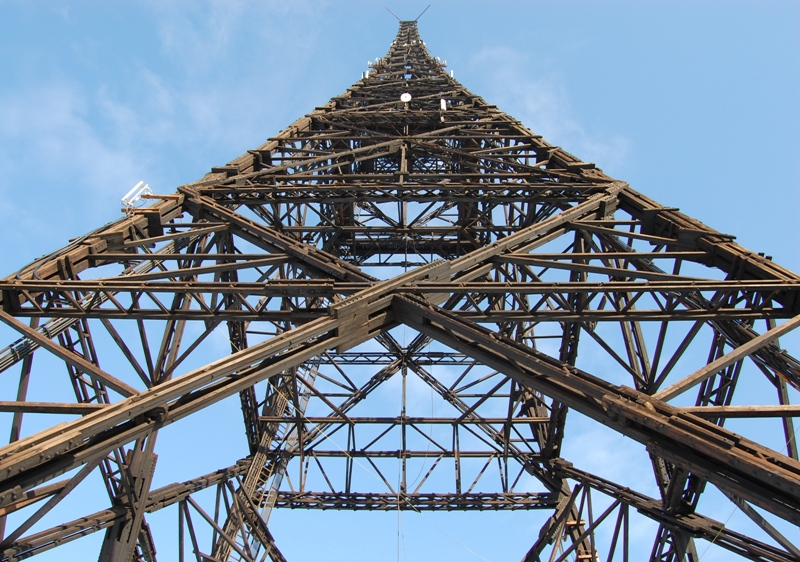
houtstructuur

De toren is het hoogste houten bouwwerk van Europa. De toren was oorspronkelijk ontworpen om antennes te dragen voor uitzendingen op de middengolf, maar die zender is niet meer in gebruik omdat de laatste trap ontbreekt. Sindsdien heeft de Gliweitz-radiotoren meerdere antennes voor mobiele telefoondiensten en een FM-zender met laag vermogen die uitzendt op 93.4 MHz.

## Geschiedenis
De toren werd vanaf 1 augustus 1934 opgericht als Sendeturm Gleiwitz (Radiotoren van Gleiwitz), toen het gebied nog deel uitmaakte van Duitsland . Het werd geëxploiteerd door de Reichssender Breslau (voormalige omroeporganisatie Schlesische Funkstunde ) van het radionetwerk Reichs-Rundfunk-Gesellschaft . De toren was gemodelleerd naar de Mühlacker-radiozender, hij verving een kleinere zender in Gleiwitz in de buurt van de Raudener Straße en ging op 23 december 1935 in dienst.
Op 31 augustus 1939 voerde de Duitse SS een 'Poolse' aanval uit op radiostation Gleiwitz tijdens Operatie Himmler die daags erna werd gebruikt als rechtvaardiging ('Seit 5 Uhr 45 wird jetzt zurückgeschossen!') voor de invasie van Polen . De transmissie-installatie werd niet gesloopt in de Tweede Wereldoorlog . Van 4 oktober 1945 tot de inhuldiging van de nieuwe zender in Ruda Śląska in 1955 werd de Gliweitz-zender gebruikt voor middengolfuitzendingen door de Poolse staatsomroep Polskie Radio . Na 1955 werd het gebruikt om middengolfzenders (zoals Radio Free Europe ) die Poolstalige programma's uit West-Europa uitzonden, te storen .

## Uitgezonden programma's

### Radio
| Programma | Frequentie <br />MHz | Vermogen <br />kW | Polarisatie | Antennediagram <br /> rond (ND) / <br /> directioneel (D) |
| --------- | -------------------- | ----------------- | ----------- | --------------------------------------------------------- |
| Radio CCM | 93,40                | 2                 | Verticaal   | ND                                                        |